# Comuna Kadomka, Kaharlîk
Kadomka (în ucraineană Кадомка) este o comună în raionul Kaharlîk, regiunea Kiev, Ucraina, formată din satele Kadomka (reședința), Kalînivka și Zorivka.

## Demografie
Componența lingvistică a comunei Kadomka
     Ucraineană (97,11%)
     Rusă (2,89%)
Conform recensământului din 2001, majoritatea populației comunei Kadomka era vorbitoare de ucraineană (97,11%), existând în minoritate și vorbitori de rusă (2,89%).